# Cattedrale del Salvatore (Adigrat)
La cattedrale del Salvatore è il principale luogo di culto cattolico di rito etiope di Adigrat, cattedrale dell'eparchia di Adigrat.

## Storia
Costruita su un sito chiamato Welwalo, riservato dopo la seconda guerra mondiale alla costruzione di una chiesa, fu dapprima parrocchia e, dopo la costituzione dell'eparchia e con alcuni ampliamenti, divenne cattedrale con la dedicazione al Salvatore il 19 aprile 1969. Di progetto italiano, incorpora il grande murales del Giudizio Universale (1970) dell'artista etiope Afewerk Tekle.